# Saison 2016-2017 des Rockets de Houston
La saison 2016-2017 des Rockets de Houston est la 50e saison de la franchise en National Basketball Association (NBA) et la 46e saison dans la ville de Houston.

## Draft
| Tour | Choix | Joueur         | Poste  | Nationalité | Provenance              |
| ---- | ----- | -------------- | ------ | ----------- | ----------------------- |
| 2    | 37    | Chinanu Onuaku | PF / C | États-Unis  | Cardinals de Louisville |
| 2    | 43    | Zhou Qi        | C      | Chine       | Xinjiang Flying Tigers  |

## Summer League
| Summer League Total: 2-3 |

| Match | Date match | Équipe              | Score   | Meilleur marqueur     | Meilleur rebondeur   | Meilleur passeur    | Lieux                | Série |
| ----- | ---------- | ------------------- | ------- | --------------------- | -------------------- | ------------------- | -------------------- | ----- |
| 1     | 8 juillet  | Atlanta             | D 78-83 | Sam Dekker (23)       | Michael Beasley (9)  | Gary Payton II (5)  | Cox Pavilion         | 0 - 1 |
| 2     | 10 juillet | Sacramento          | V 85-73 | Sam Dekker (19)       | Chinanu Onuaku (9)   | Isaiah Taylor (5)   | Thomas & Mack Center | 1 - 1 |
| 3     | 11 juillet | NBA D-League Select | D 71-89 | Montrezl Harrell (18) | Montrezl Harrell (8) | Sam Dekker (6)      | Cox Pavilion         | 1 - 2 |
| 4     | 13 juillet | Golden State        | D 76-80 | K. J. McDaniels (25)  | K. J. McDaniels (9)  | Freeman, Taylor (5) | Thomas & Mack Center | 1 - 3 |
| 5     | 15 juillet | Milwaukee           | V 92-89 | Montrezl Harrell (20) | Dekker, Harrell (8)  | Isaiah Taylor (7)   | Thomas & Mack Center | 2 - 3 |

## Pré-saison
| Pré-saison Total: 5-2 (Domicile : 3-1 ; Extérieur : 2-1) |

| Match | Date match | Équipe             | Score           | Meilleur marqueur     | Meilleur rebondeur   | Meilleur passeur  | Lieux Spectateurs        | Série |
| ----- | ---------- | ------------------ | --------------- | --------------------- | -------------------- | ----------------- | ------------------------ | ----- |
| 1     | 2 octobre  | Shanghai Sharks    | V 131-94        | James Harden (16)     | Clint Capela (11)    | James Harden (10) | Toyota Center 12 313     | 1 - 0 |
| 2     | 4 octobre  | New York           | V 130-103       | James Harden (28)     | Ariza, Anderson, (7) | James Harden (11) | Toyota Center            | 2 - 0 |
| 3     | 9 octobre  | Nouvelle-Orléans   | V 123-117       | James Harden (26)     | K. J. McDaniels (8)  | James Harden (15) | Mercedes-Benz Arena      | 3 - 0 |
| 4     | 12 octobre | @ Nouvelle-Orléans | V 116-104       | Bobby Brown (18)      | Ryan Anderson (7)    | James Harden (8)  | LeSports Center          | 4 - 0 |
| 5     | 15 octobre | Memphis            | D 125-134 (OT2) | Montrezl Harrell (20) | Harrell, Harden (10) | James Harden (9)  | Toyota Center            | 4 - 1 |
| 6     | 19 octobre | @ Dallas           | V 106-91        | James Harden (23)     | Clint Capela (13)    | James Harden (11) | American Airlines Center | 5 - 1 |
| 7     | 21 octobre | @ San Antonio      | D 99-114        | Bobby Brown (23)      | Montrezl Harrell (8) | Bobby Brown (8)   | AT&T Center              | 5 - 2 |

## Saison régulière
| Saison régulière Total: 55-27 (Domicile : 30-11 ; Extérieur : 25-16) |

| Match | Date match | Équipe         | Score     | Meilleur marqueur | Meilleur rebondeur | Meilleur passeur  | Lieux Spectateurs        | Série |
| ----- | ---------- | -------------- | --------- | ----------------- | ------------------ | ----------------- | ------------------------ | ----- |
| 1     | 26 octobre | @ L. A. Lakers | D 114-120 | James Harden (34) | Ariza, Capela (6)  | James Harden (17) | Staples Center           | 0 - 1 |
| 2     | 28 octobre | @ Dallas       | V 106-98  | Trevor Ariza (27) | Clint Capela (9)   | James Harden (8)  | American Airlines Center | 1 - 1 |
| 3     | 30 octobre | Dallas         | V 93-92   | James Harden (28) | Ryan Anderson (12) | James Harden (7)  | Toyota Center            | 2 - 1 |

| Match | Date match   | Équipe          | Score     | Meilleur marqueur  | Meilleur rebondeur    | Meilleur passeur  | Lieux Spectateurs          | Série  |
| ----- | ------------ | --------------- | --------- | ------------------ | --------------------- | ----------------- | -------------------------- | ------ |
| 4     | 1er novembre | @ Cleveland     | D 120-128 | James Harden (41)  | James Harden (7)      | James Harden (15) | Quicken Loans Arena        | 2 - 2  |
| 5     | 2 novembre   | @ New York      | V 118-99  | James Harden (30)  | Montrezl Harrell (10) | James Harden (15) | Madison Square Garden      | 3 - 2  |
| 6     | 5 novembre   | @ Atlanta       | D 97-112  | James Harden (30)  | Clint Capela (10)     | James Harden (12) | Philips Arena              | 3 - 3  |
| 7     | 7 novembre   | @ Washington    | V 114-106 | James Harden (32)  | Ryan Anderson (7)     | James Harden (15) | Verizon Center             | 4 - 3  |
| 8     | 9 novembre   | @ San Antonio   | V 101-99  | James Harden (24)  | James Harden (12)     | James Harden (15) | AT&T Center                | 5 - 3  |
| 9     | 12 novembre  | San Antonio     | D 100-106 | Eric Gordon (27)   | James Harden (11)     | James Harden (13) | Toyota Center              | 5 - 4  |
| 10    | 14 novembre  | Philadelphie    | V 115-88  | James Harden (33)  | Clint Capela (13)     | James Harden (9)  | Toyota Center              | 6 - 4  |
| 11    | 16 novembre  | @ Oklahoma City | D 103-105 | Ryan Anderson (14) | Clint Capela (14)     | James Harden (13) | Chesapeake Energy Arena    | 6 - 5  |
| 12    | 17 novembre  | Portland        | V 126-109 | James Harden (26)  | James Harden (12)     | James Harden (14) | Toyota Center              | 7 - 5  |
| 13    | 19 novembre  | Utah            | V 111-102 | James Harden (31)  | Clint Capela (8)      | James Harden (10) | Toyota Center              | 8 - 5  |
| 14    | 21 novembre  | @ Détroit       | V 99-96   | James Harden (28)  | Clint Capela (12)     | James Harden (11) | The Palace of Auburn Hills | 9 - 5  |
| 15    | 23 novembre  | Toronto         | D 102-115 | James Harden (29)  | Patrick Beverley (10) | James Harden (15) | Toyota Center              | 9 - 6  |
| 16    | 25 novembre  | @ Sacramento    | V 117-104 | James Harden (23)  | Harden, Capela (10)   | James Harden (10) | Golden 1 Center            | 10 - 6 |
| 17    | 27 novembre  | @ Portland      | V 130-114 | James Harden (38)  | Clint Capela (9)      | James Harden (10) | Moda Center                | 11 - 6 |
| 18    | 29 novembre  | @ Utah          | D 101-120 | James Harden (26)  | Capela, Beverley (6)  | James Harden (7)  | Vivint Smart Home Arena    | 11 - 7 |

| Match | Date match   | Équipe           | Score           | Meilleur marqueur     | Meilleur rebondeur    | Meilleur passeur      | Lieux Spectateurs          | Série  |
| ----- | ------------ | ---------------- | --------------- | --------------------- | --------------------- | --------------------- | -------------------------- | ------ |
| 19    | 1er décembre | @ Golden State   | V 132-127 (OT2) | Harden, Anderson (29) | James Harden (15)     | James Harden (13)     | Oracle Arena               | 12 - 7 |
| 20    | 2 décembre   | @ Denver         | V 128-110       | James Harden (20)     | Clint Capela (10)     | James Harden (7)      | Pepsi Center               | 13 - 7 |
| 21    | 5 décembre   | Boston           | V 107-106       | James Harden (37)     | Clint Capela (9)      | James Harden (8)      | Toyota Center              | 14 - 7 |
| 22    | 7 décembre   | L. A. Lakers     | V 134-95        | Eric Gordon (26)      | Clint Capela (9)      | Patrick Beverley (12) | Toyota Center              | 15 - 7 |
| 23    | 9 décembre   | @ Oklahoma City  | V 102-99        | James Harden (21)     | Patrick Beverley (12) | James Harden (12)     | Chesapeake Energy Arena    | 16 - 7 |
| 24    | 10 décembre  | Dallas           | V 109-87        | Harden, Gordon (18)   | Clint Capela (10)     | James Harden (16)     | Toyota Center              | 17 - 7 |
| 25    | 12 décembre  | Brooklyn         | V 122-118       | James Harden (36)     | James Harden (8)      | James Harden (11)     | Toyota Center              | 18 - 7 |
| 26    | 14 décembre  | Sacramento       | V 132-98        | Ryan Anderson (22)    | James Harden (11)     | James Harden (14)     | Toyota Center              | 19 - 7 |
| 27    | 16 décembre  | Nouvelle-Orléans | V 122-100       | Harden, Gordon (29)   | Trois joueurs (11)    | James Harden (13)     | Toyota Center              | 20 - 7 |
| 28    | 17 décembre  | @ Minnesota      | V 111-109 (OT)  | Anderson, Harden (28) | Patrick Beverley (10) | James Harden (13)     | Target Center              | 21 - 7 |
| 29    | 20 décembre  | San Antonio      | D 100-102       | James Harden (31)     | James Harden (10)     | James Harden (7)      | Toyota Center              | 21 - 8 |
| 30    | 21 décembre  | @ Phoenix        | V 125-111       | James Harden (27)     | Patrick Beverley (9)  | James Harden (14)     | Talking Stick Resort Arena | 22 - 8 |
| 31    | 23 décembre  | @ Memphis        | D 109-115       | Ryan Anderson (31)    | Montrezl Harrell (8)  | James Harden (17)     | FedExForum                 | 22 - 9 |
| 32    | 26 décembre  | Phoenix          | V 131-115       | James Harden (32)     | Trevor Ariza (10)     | James Harden (12)     | Toyota Center              | 23 - 9 |
| 33    | 27 décembre  | @ Dallas         | V 123-107       | James Harden (34)     | Sam Dekker (11)       | James Harden (11)     | American Airlines Center   | 24 - 9 |
| 34    | 30 décembre  | L. A. Clippers   | V 140-116       | James Harden (30)     | James Harden (13)     | James Harden (10)     | Toyota Center              | 25 - 9 |
| 35    | 31 décembre  | New York         | V 129-122       | James Harden (53)     | James Harden (16)     | James Harden (17)     | Toyota Center              | 26 - 9 |

| Match | Date match | Équipe         | Score     | Meilleur marqueur  | Meilleur rebondeur    | Meilleur passeur  | Lieux Spectateurs         | Série   |
| ----- | ---------- | -------------- | --------- | ------------------ | --------------------- | ----------------- | ------------------------- | ------- |
| 36    | 2 janvier  | Washington     | V 101-91  | Eric Gordon (31)   | James Harden (10)     | James Harden (10) | Toyota Center             | 27 - 9  |
| 37    | 5 janvier  | Oklahoma City  | V 118-116 | James Harden (26)  | Trois joueurs (8)     | James Harden (12) | Toyota Center             | 28 - 9  |
| 38    | 6 janvier  | @ Orlando      | V 100-93  | Ryan Anderson (19) | Patrick Beverley (9)  | James Harden (10) | Amway Center              | 29 - 9  |
| 39    | 8 janvier  | @ Toronto      | V 129-122 | James Harden (40)  | James Harden (10)     | James Harden (11) | Air Canada Centre         | 30 - 9  |
| 40    | 10 janvier | Charlotte      | V 121-114 | James Harden (40)  | James Harden (15)     | James Harden (10) | Toyota Center             | 31 - 9  |
| 41    | 11 janvier | @ Minnesota    | D 121-114 | James Harden (33)  | Ryan Anderson (7)     | James Harden (12) | Target Center             | 31 - 10 |
| 42    | 13 janvier | Memphis        | D 105-110 | James Harden (27)  | Trevor Ariza (9)      | James Harden (9)  | Toyota Center             | 31 - 11 |
| 43    | 15 janvier | @ Brooklyn     | V 137-112 | Eric Gordon (24)   | James Harden (11)     | James Harden (11) | Barclays Center           | 32 - 11 |
| 44    | 17 janvier | @ Miami        | D 103-109 | James Harden (40)  | James Harden (12)     | James Harden (10) | American Airlines Arena   | 32 - 12 |
| 45    | 18 janvier | Milwaukee      | V 111-92  | James Harden (38)  | Patrick Beverley (9)  | James Harden (8)  | Toyota Center             | 33 - 12 |
| 46    | 20 janvier | Golden State   | D 108-125 | Clint Capela (22)  | Clint Capela (12)     | James Harden (11) | Toyota Center             | 33 - 13 |
| 47    | 21 janvier | @ Memphis      | V 119-95  | Sam Dekker (30)    | Trevor Ariza (10)     | James Harden (10) | FedExForum                | 34 - 13 |
| 48    | 23 janvier | @ Milwaukee    | D 114-127 | James Harden (26)  | James Harden (9)      | James Harden (12) | BMO Harris Bradley Center | 34 - 14 |
| 49    | 25 janvier | @ Boston       | D 109-120 | James Harden (30)  | Clint Capela (7)      | James Harden (12) | TD Garden                 | 34 - 15 |
| 50    | 27 janvier | @ Philadelphie | V 123-118 | James Harden (51)  | James Harden (13)     | James Harden (13) | Wells Fargo Center        | 35 - 15 |
| 51    | 29 janvier | @ Indiana      | D 101-120 | Ryan Anderson (27) | Trevor Ariza (9)      | James Harden (8)  | Bankers Life Fieldhouse   | 35 - 16 |
| 52    | 31 janvier | Sacramento     | V 105-83  | Ryan Anderson (25) | Anderson, Capela (11) | James Harden (8)  | Toyota Center             | 36 - 16 |

| Match               | Date match | Équipe             | Score          | Meilleur marqueur | Meilleur rebondeur    | Meilleur passeur  | Lieux Spectateurs       | Série   |
| ------------------- | ---------- | ------------------ | -------------- | ----------------- | --------------------- | ----------------- | ----------------------- | ------- |
| 53                  | 2 février  | Atlanta            | D 108-113      | James Harden (41) | Clint Capela (9)      | James Harden (8)  | Toyota Center           | 36 - 17 |
| 54                  | 3 février  | Chicago            | V 121-117 (OT) | James Harden (42) | James Harden (12)     | James Harden (9)  | Toyota Center           | 37 - 17 |
| 55                  | 7 février  | Orlando            | V 128-104      | James Harden (25) | Clint Capela (9)      | James Harden (13) | Toyota Center           | 38 - 17 |
| 56                  | 9 février  | @ Charlotte        | V 107-95       | James Harden (30) | James Harden (11)     | James Harden (8)  | Time Warner Cable Arena | 39 - 17 |
| 57                  | 11 février | Phoenix            | V 133-102      | James Harden (40) | Patrick Beverley (10) | James Harden (8)  | Toyota Center           | 40 - 17 |
| 58                  | 15 février | Miami              | D 109-117      | James Harden (38) | James Harden (12)     | James Harden (12) | Toyota Center           | 40 - 18 |
| All-Star Break 2017 |            |                    |                |                   |                       |                   |                         |         |
| 59                  | 23 février | @ Nouvelle-Orléans | V 129-99       | Lou Williams (27) | Patrick Beverley (12) | James Harden (14) | Smoothie King Center    | 41 - 18 |
| 60                  | 25 février | Minnesota          | V 142-130      | James Harden (24) | Clint Capela (9)      | James Harden (10) | Toyota Center           | 42 - 18 |
| 61                  | 27 février | Indiana            | D 108-117      | Lou Williams (28) | Trois joueurs (7)     | James Harden (12) | Toyota Center           | 42 - 19 |

| Match | Date match | Équipe             | Score     | Meilleur marqueur  | Meilleur rebondeur    | Meilleur passeur  | Lieux Spectateurs    | Série   |
| ----- | ---------- | ------------------ | --------- | ------------------ | --------------------- | ----------------- | -------------------- | ------- |
| 62    | 1er mars   | @ L. A. Clippers   | V 122-103 | James Harden (26)  | Beverley, Capela (11) | James Harden (9)  | Staples Center       | 43 - 19 |
| 63    | 4 mars     | Memphis            | V 123-108 | James Harden (33)  | Clint Capela (11)     | James Harden (11) | Toyota Center        | 44 - 19 |
| 64    | 6 mars     | @ San Antonio      | D 110-112 | James Harden (39)  | Patrick Beverley (10) | James Harden (12) | AT&T Center          | 44 - 20 |
| 65    | 8 mars     | Utah               | D 108-115 | James Harden (35)  | Clint Capela (12)     | James Harden (6)  | Toyota Center        | 44 - 21 |
| 66    | 10 mars    | @ Chicago          | V 115-94  | Ryan Anderson (21) | Trevor Ariza (11)     | James Harden (13) | United Center        | 45 - 21 |
| 67    | 12 mars    | Cleveland          | V 117-112 | James Harden (38)  | Clint Capela (11)     | James Harden (11) | Toyota Center        | 46 - 21 |
| 68    | 15 mars    | L. A. Lakers       | V 139-100 | Lou Williams (30)  | James Harden (12)     | James Harden (13) | Toyota Center        | 47 - 21 |
| 69    | 17 mars    | @ Nouvelle-Orléans | D 112-128 | James Harden (41)  | James Harden (14)     | James Harden (11) | Smoothie King Center | 47 - 22 |
| 70    | 18 mars    | @ Denver           | V 109-105 | James Harden (40)  | James Harden (10)     | James Harden (10) | Pepsi Center         | 48 - 22 |
| 71    | 20 mars    | Denver             | V 125-124 | James Harden (39)  | Clint Capela (9)      | James Harden (11) | Toyota Center        | 49 - 22 |
| 72    | 24 mars    | Nouvelle-Orléans   | V 117-107 | James Harden (38)  | Clint Capela (13)     | James Harden (17) | Toyota Center        | 50 - 22 |
| 73    | 26 mars    | Oklahoma City      | V 137-125 | Lou Williams (31)  | Clint Capela (9)      | James Harden (12) | Toyota Center        | 51 - 22 |
| 74    | 28 mars    | Golden State       | D 106-113 | James Harden (24)  | James Harden (11)     | James Harden (13) | Toyota Center        | 51 - 23 |
| 75    | 30 mars    | @ Portland         | D 107-117 | James Harden (30)  | Harden, Beverley (8)  | Harden, Nenê (4)  | Moda Center          | 51 - 24 |
| 76    | 31 mars    | @ Golden State     | D 98-107  | James Harden (17)  | Clint Capela (14)     | James Harden (8)  | Oracle Arena         | 51 - 25 |

| Match | Date match | Équipe           | Score     | Meilleur marqueur     | Meilleur rebondeur    | Meilleur passeur     | Lieux Spectateurs          | Série   |
| ----- | ---------- | ---------------- | --------- | --------------------- | --------------------- | -------------------- | -------------------------- | ------- |
| 77    | 2 avril    | @ Phoenix        | V 123-116 | Patrick Beverley (26) | Clint Capela (12)     | Patrick Beverley (9) | Talking Stick Resort Arena | 52 - 25 |
| 78    | 5 avril    | Denver           | V 110-104 | James Harden (31)     | Capela, Beverley (11) | James Harden (10)    | Toyota Center              | 53 - 25 |
| 79    | 7 avril    | Détroit          | D 109-114 | James Harden (33)     | Patrick Beverley (13) | James Harden (12)    | Toyota Center              | 53 - 26 |
| 80    | 9 avril    | @ Sacramento     | V 135-128 | James Harden (35)     | James Harden (11)     | James Harden (15)    | Golden 1 Center            | 54 - 26 |
| 81    | 10 avril   | @ L. A. Clippers | D 96-125  | Eric Gordon (17)      | Montrezl Harrell (13) | Bobby Brown (9)      | Staples Center             | 54 - 27 |
| 82    | 12 avril   | Minnesota        | V 123-118 | James Harden (27)     | Trois joueurs (10)    | James Harden (12)    | Toyota Center              | 55 - 27 |

## Playoffs
| Playoffs Total: 6-5 (Domicile : 4-2 ; Extérieur : 2-3) |

| Match | Date match | Équipe          | Score     | Meilleur marqueur | Meilleur rebondeur | Meilleur passeur | Lieux Spectateurs       | Série |
| ----- | ---------- | --------------- | --------- | ----------------- | ------------------ | ---------------- | ----------------------- | ----- |
| 1     | 16 avril   | Oklahoma City   | V 118-87  | James Harden (37) | Ryan Anderson (12) | James Harden (9) | Toyota Center           | 1 - 0 |
| 2     | 19 avril   | Oklahoma City   | V 115-111 | James Harden (35) | Clint Capela (10)  | James Harden (8) | Toyota Center           | 2 - 0 |
| 3     | 21 avril   | @ Oklahoma City | D 113-115 | James Harden (44) | Trevor Ariza (8)   | James Harden (6) | Chesapeake Energy Arena | 2 - 1 |
| 4     | 23 avril   | @ Oklahoma City | V 113-109 | Nenê (28)         | Nenê (10)          | James Harden (8) | Chesapeake Energy Arena | 3 - 1 |
| 5     | 25 avril   | Oklahoma City   | V 105-99  | James Harden (34) | Clint Capela (9)   | James Harden (4) | Toyota Center           | 4 - 1 |

| Match | Date match | Équipe        | Score          | Meilleur marqueur  | Meilleur rebondeur | Meilleur passeur  | Lieux Spectateurs | Série |
| ----- | ---------- | ------------- | -------------- | ------------------ | ------------------ | ----------------- | ----------------- | ----- |
| 1     | 1er mai    | @ San Antonio | V 126-99       | Trevor Ariza (23)  | Clint Capela (13)  | James Harden (14) | AT&T Center       | 1 - 0 |
| 2     | 3 mai      | @ San Antonio | D 96-121       | Ryan Anderson (18) | Ryan Anderson (8)  | James Harden (10) | AT&T Center       | 1 - 1 |
| 3     | 5 mai      | San Antonio   | D 92-103       | James Harden (43)  | Clint Capela (16)  | Harden, Ariza (5) | Toyota Center     | 1 - 2 |
| 4     | 7 mai      | San Antonio   | V 125-104      | James Harden (28)  | Clint Capela (9)   | James Harden (12) | Toyota Center     | 2 - 2 |
| 5     | 9 mai      | @ San Antonio | D 107-110 (OT) | James Harden (33)  | Clint Capela (11)  | James Harden (10) | AT&T Center       | 2 - 3 |
| 6     | 11 mai     | San Antonio   | D 75-114       | Trevor Ariza (20)  | Clint Capela (12)  | James Harden (7)  | Toyota Center     | 2 - 4 |

## Confrontations
| Conférence Est      | Conférence Est                               | Conférence Est                               | Conférence Ouest                             | Conférence Ouest                             | Conférence Ouest                             | Conférence Ouest                             | Conférence Ouest                             |
| Division Atlantique | Division Atlantique                          | Division Atlantique                          | Division Nord-Ouest                          | Division Nord-Ouest                          | Division Nord-Ouest                          | Division Nord-Ouest                          | Division Nord-Ouest                          |
| Équipe              | Domicile                                     | Extérieur                                    | Équipe                                       | Domicile                                     | Domicile                                     | Extérieur                                    | Extérieur                                    |
| ------------------- | -------------------------------------------- | -------------------------------------------- | -------------------------------------------- | -------------------------------------------- | -------------------------------------------- | -------------------------------------------- | -------------------------------------------- |
| Boston              | 107-106                                      | 109-120                                      | Denver                                       | 125-124                                      | 110-104                                      | 128-110                                      | 109-105                                      |
| Brooklyn            | 122-118                                      | 137-112                                      | Minnesota                                    | 142-130                                      |                                              | 111-109 (OT)                                 | 105-119                                      |
| New York            | 129-122                                      | 118-99                                       | Oklahoma City                                | 118-116                                      | 137-125                                      | 103-105                                      | 102-99                                       |
| Philadelphie        | 115-88                                       | 123-118                                      | Portland                                     | 126-109                                      |                                              | 130-114                                      | 107-117                                      |
| Toronto             | 102-115                                      | 129-122                                      | Utah                                         | 111-102                                      | 108-115                                      | 101-120                                      |                                              |
|                     | 4–1                                          | 4–1                                          |                                              | 7–1                                          | 7–1                                          | 5–4                                          | 5–4                                          |
| Division            | 8–2                                          | 8–2                                          | Division                                     | 12–5                                         | 12–5                                         | 12–5                                         | 12–5                                         |
| Division Centrale   | Division Centrale                            | Division Centrale                            | Division Pacifique                           | Division Pacifique                           | Division Pacifique                           | Division Pacifique                           | Division Pacifique                           |
| Équipe              | Domicile                                     | Extérieur                                    | Équipe                                       | Domicile                                     | Domicile                                     | Extérieur                                    | Extérieur                                    |
| Chicago             | 121-117 (OT)                                 | 115-94                                       | Golden State                                 | 108-125                                      | 106-113                                      | 132-117 (OT2)                                | 98-107                                       |
| Cleveland           | 117-112                                      | 120-128                                      | L.A. Clippers                                | 140-116                                      |                                              | 122-103                                      |                                              |
| Détroit             | 109-114                                      | 99-96                                        | L.A. Lakers                                  | 134-95                                       | 139-100                                      | 114-120                                      |                                              |
| Indiana             | 108-117                                      | 101-120                                      | Phoenix                                      | 131-115                                      | 133-102                                      | 125-111                                      | 123-116                                      |
| Milwaukee           | 111-92                                       | 114-127                                      | Sacramento                                   | 132-98                                       | 105-83                                       | 117-104                                      | 135-128                                      |
|                     | 3–2                                          | 2–3                                          |                                              | 7–2                                          | 7–2                                          | 6–2                                          | 6–2                                          |
| Division            | 5–5                                          | 5–5                                          | Division                                     | 13–4                                         | 13–4                                         | 13–4                                         | 13–4                                         |
| Division Sud-Est    | Division Sud-Est                             | Division Sud-Est                             | Division Sud-Ouest                           | Division Sud-Ouest                           | Division Sud-Ouest                           | Division Sud-Ouest                           | Division Sud-Ouest                           |
| Équipe              | Domicile                                     | Extérieur                                    | Équipe                                       | Domicile                                     | Domicile                                     | Extérieur                                    | Extérieur                                    |
| Atlanta             | 108-113                                      | 97-112                                       | Dallas                                       | 93-92                                        | 109-87                                       | 106-98                                       | 123-107                                      |
| Charlotte           | 121-114                                      | 107-95                                       |                                              |                                              |                                              |                                              |                                              |
| Miami               | 109-117                                      | 103-109                                      | Memphis                                      | 105-110                                      | 123-108                                      | 109-115                                      | 119-95                                       |
| Orlando             | 128-104                                      | 100-93                                       | La Nouvelle-Orléans                          | 122-100                                      | 117-107                                      | 129-99                                       | 112-128                                      |
| Washington          | 101-91                                       | 114-106                                      | San Antonio                                  | 100-106                                      | 100-102                                      | 101-99                                       | 110-112                                      |
|                     | 3–2                                          | 3–2                                          |                                              | 5–3                                          | 5–3                                          | 5–3                                          | 5–3                                          |
| Division            | 6–4                                          | 6–4                                          | Division                                     | 10–6                                         | 10–6                                         | 10–6                                         | 10–6                                         |
| Conférence          | 19–11 (Domicile : 10–5 ; Extérieur : 9–6)    | 19–11 (Domicile : 10–5 ; Extérieur : 9–6)    | Conférence                                   | 35–15 (Domicile : 19–6 ; Extérieur : 16–9)   | 35–15 (Domicile : 19–6 ; Extérieur : 16–9)   | 35–15 (Domicile : 19–6 ; Extérieur : 16–9)   | 35–15 (Domicile : 19–6 ; Extérieur : 16–9)   |
| Total               | 54–26 (Domicile : 29–11 ; Extérieur : 25–15) | 54–26 (Domicile : 29–11 ; Extérieur : 25–15) | 54–26 (Domicile : 29–11 ; Extérieur : 25–15) | 54–26 (Domicile : 29–11 ; Extérieur : 25–15) | 54–26 (Domicile : 29–11 ; Extérieur : 25–15) | 54–26 (Domicile : 29–11 ; Extérieur : 25–15) | 54–26 (Domicile : 29–11 ; Extérieur : 25–15) |

### Conférence
| Conférence Ouest | Conférence Ouest                | Conférence Ouest | Conférence Ouest | Conférence Ouest | Conférence Ouest | Conférence Ouest | Conférence Ouest |
| No               | Franchise                       | Vic.             | Def.             | MJ               | MR               | V/D              | GB               |
| ---------------- | ------------------------------- | ---------------- | ---------------- | ---------------- | ---------------- | ---------------- | ---------------- |
| 1                | Warriors de Golden State        | 67               | 15               | 82               | 0                | .817             | -                |
| 2                | Spurs de San Antonio            | 61               | 21               | 82               | 0                | .744             | 6                |
| 3                | Rockets de Houston              | 55               | 27               | 82               | 0                | .671             | 12               |
| 4                | Clippers de Los Angeles         | 51               | 31               | 82               | 0                | .622             | 16               |
| 5                | Jazz de l'Utah                  | 51               | 31               | 82               | 0                | .622             | 16               |
| 6                | Thunder d'Oklahoma City         | 47               | 35               | 82               | 0                | .573             | 20               |
| 7                | Grizzlies de Memphis            | 43               | 39               | 82               | 0                | .524             | 24               |
| 8                | Trail Blazers de Portland       | 41               | 41               | 82               | 0                | .500             | 26               |
|                  |                                 |                  |                  |                  |                  |                  |                  |
| 9                | Nuggets de Denver               | 40               | 42               | 82               | 0                | .488             | 27               |
| 10               | Pelicans de La Nouvelle-Orléans | 34               | 48               | 82               | 0                | .415             | 33               |
| 11               | Mavericks de Dallas             | 33               | 49               | 82               | 0                | .402             | 34               |
| 12               | Kings de Sacramento             | 32               | 50               | 82               | 0                | .390             | 35               |
| 13               | Timberwolves du Minnesota       | 31               | 51               | 82               | 0                | .378             | 36               |
| 14               | Lakers de Los Angeles           | 26               | 56               | 82               | 0                | .317             | 41               |
| 15               | Suns de Phoenix                 | 24               | 58               | 82               | 0                | .293             | 43               |

### Division
| Division Sud-Ouest       | V  | D  | MJ | V/D  | GB | Dom   | Ext   | Div  | Conf  |
| ------------------------ | -- | -- | -- | ---- | -- | ----- | ----- | ---- | ----- |
| Spurs de San Antonio     | 61 | 21 | 82 | .744 | -  | 31-10 | 30-11 | 11-5 | 36-16 |
| Rockets de Houston       | 55 | 27 | 82 | .671 | 6  | 30-11 | 25-16 | 10-6 | 36-16 |
| Grizzlies de Memphis     | 43 | 39 | 82 | .524 | 18 | 24-17 | 19-22 | 8-8  | 28-24 |
| Pelicans de Nlle-Orléans | 34 | 48 | 82 | .415 | 27 | 21-20 | 13-28 | 6-10 | 20-32 |
| Mavericks de Dallas      | 33 | 49 | 82 | .402 | 28 | 21-20 | 12-29 | 5-11 | 19-33 |

## Effectif actuel
| Rockets de Houston Effectif actuel |    |                        |                  |                     |
| Entraîneur : Mike D'Antoni         |    |                        |                  |                     |
| Ailier fort                        | 3  | Drapeau des États-Unis | Ryan Anderson    | Californie          |
| Arrière, Ailier                    | 1  | Drapeau des États-Unis | Trevor Ariza     | UCLA                |
| Meneur                             | 2  | Drapeau des États-Unis | Patrick Beverley | Arkansas            |
| Meneur                             | 8  | Drapeau des États-Unis | Bobby Brown      | Cal State Fullerton |
| Pivot                              | 15 | Drapeau de la Suisse   | Clint Capela     | France              |
| Ailier, Ailier fort                | 7  | Drapeau des États-Unis | Sam Dekker       | Wisconsin           |
| Arrière                            | 10 | Drapeau des États-Unis | Eric Gordon      | Indiana             |
| Arrière                            | 13 | Drapeau des États-Unis | James Harden (C) | Arizona State       |
| Ailier fort                        | 5  | Drapeau des États-Unis | Montrezl Harrell | Louisville          |
| Pivot                              | 42 | Drapeau du Brésil      | Nenê             | Brésil              |
| Pivot                              | 21 | Drapeau des États-Unis | Chinanu Onuaku   | Louisville          |
| Arrière                            | 17 | Drapeau des États-Unis | Isaiah Taylor    | Texas               |
| Arrière                            | 12 | Drapeau des États-Unis | Louis Williams   | Snellville          |
| Ailier, Ailier fort                | 14 | Drapeau des États-Unis | Troy Williams    | Indiana             |
| Pivot, Ailier fort                 | 30 | Drapeau des États-Unis | Kyle Wiltjer     | Gonzaga             |
| (C) - Capitaine, - Blessé          |    |                        |                  |                     |

## Contrats et salaires 2016-2017
| Joueur           | Poste          | Âge            | Exp            | Contrat                 | Salaire 2016-2017 | Fin du contrat |
| ---------------- | -------------- | -------------- | -------------- | ----------------------- | ----------------- | -------------- |
| Joueurs actuels  |                |                |                |                         |                   |                |
| Ryan Anderson    | PF             | 28             | 8              | 80 000 000 $ sur 4 ans  | 18 735 363 $      | 2020           |
| Trevor Ariza     | SF             | 31             | 12             | 32 000 002 $ sur 4 ans  | 7 806 971 $       | 2018           |
| Patrick Beverley | PG             | 28             | 4              | 23 027 026 $ sur 4 ans  | 6 000 000 $       | 2019           |
| Bobby Brown      | PG             | 32             | 0              | 543,471 $ sur 1 an      | 543,471 $*        | 2017           |
| Clint Capela     | C              | 22             | 2              | 6 062 688 $ sur 4 ans   | 1 296 240 $       | 2018           |
| Sam Dekker       | SF             | 22             | 1              | 5 161 560 $ sur 3 ans   | 1 720 560 $       | 2019           |
| Eric Gordon      | SG             | 27             | 8              | 52 886 489 $ sur 4 ans  | 12 385 364 $      | 2020           |
| James Harden     | SG             | 27             | 6              | 117 964 846 $ sur 4 ans | 26 540 100 $      | 2020           |
| Montrezl Harrell | PF             | 22             | 1              | 3 135 000 $ sur 3 ans   | 1 045 000 $       | 2018           |
| Nenê             | PF             | 34             | 14             | 2 898 000 $ sur 1 an    | 2 898 000 $       | 2017           |
| K. J. McDaniels  | SG             | 23             | 2              | 6 523 126 $ sur 2 ans   | 3 333 333 $       | 2018           |
| Chinanu Onuaku   | C              | 20             | 0              | 2 498 982 $ sur 3 ans   | 543,471 $         | 2019           |
| Kyle Wiltjer     | PF             | 24             | 0              | 1 448 720 $ sur 2 ans   | 543,471 $**       | 2018           |
| Total salaire    | Total salaire  | Total salaire  | Total salaire  | Total salaire           | 83 391 344 $      | -              |
| Joueurs coupés   | Joueurs coupés | Joueurs coupés | Joueurs coupés | Joueurs coupés          | 1 644 432 $       | -              |
|                  |                |                |                |                         |                   |                |
| Total            | Total          | Total          | Total          | Total                   | 85 035 776 $      | Différence     |
| Salary Cap       | Salary Cap     | Salary Cap     | Salary Cap     | Salary Cap              | 94 143 000 $      | - 9 107 224 $  |
| Luxury Tax       | Luxury Tax     | Luxury Tax     | Luxury Tax     | Luxury Tax              | 113 287 000 $     | 13 184 659 $   |

- 2017 = Joueurs agents libres en fin de saison.
- *Contrat non garanti.
- **Contrat partiellement garanti.

## Transferts

### Joueurs qui re-signent

#### Options joueur et équipe
| Joueur         | Option                                                                                              |
| -------------- | --------------------------------------------------------------------------------------------------- |
| Dwight Howard  | Décline son option joueur de 23 300 000 $ pour la saison 2016-2017 et devient agent libre.          |
| Terrence Jones | Houston décline la Qualifying Offer de 3 532 642 $ pour la saison 2016-2017 et devient agent libre. |

### Arrivés
| Joueur         | Contrat                           | Provenance                      | Référence |
| -------------- | --------------------------------- | ------------------------------- | --------- |
| Ryan Anderson  | Contrat de 80 000 000 $ sur 4 ans | Pelicans de La Nouvelle-Orléans | [ 2 ]     |
| Eric Gordon    | Contrat de 53 000 000 $ sur 4 ans | Pelicans de La Nouvelle-Orléans | [ 3 ]     |
| Nenê           | Contrat de 2 898 000 $ sur 1 an   | Wizards de Washington           | [ 4 ]     |
| Gary Payton II | Contrat de 2 500 000 $ sur 3 ans  | Beavers d'Oregon State          | [ 5 ]     |
| Isaiah Taylor  | Contrat de 2 500 000 $ sur 3 ans  | Longhorns du Texas              | [ 6 ]     |
| Kyle Wiltjer   | Contrat de 2 500 000 $ sur 3 ans  | Bulldogs de Gonzaga             | [ 7 ]     |

### Départs
| Joueur        | Raison départ | Nouvelle équipe ¹ | Référence |
| ------------- | ------------- | ----------------- | --------- |
| Dwight Howard | Agent libre   | Hawks d'Atlanta   | [ 8 ]     |

¹ Il s'agit de l’équipe pour laquelle le joueur a signé après son départ, il a pu entre-temps changer d'équipe ou encore de pays.